# Frédéric-Maurice-Casimir de La Tour d'Auvergne
Pour les articles homonymes, voir Frédéric-Maurice de La Tour d'Auvergne.
Frédéric-Maurice-Casimir de La Tour d'Auvergne, né le 24 octobre 1702 et décédé le 1er octobre 1723, prince de Turenne, est le fils aîné d'Emmanuel Théodose de La Tour d'Auvergne et de Marie-Armande de La Trémoille. Il est Grand chambellan de France de 1717 à sa mort.

## Biographie
Frédéric-Maurice-Casimir est l'aîné de la branche cadette des vicomtes de Turenne de la Maison de La Tour d'Auvergne. Cette famille a renoncé à la principauté de Sedan en 1642 après la Conspiration de Cinq-Mars mais a conservé le titre de duc de Bouillon. Pour compenser le titre de prince de Sedan et justifier le titre de prince étranger, la famille multiplie les brillantes alliances étrangères.
Le prince épouse ainsi Marie-Charlotte Sobieska, fille de Jacques-Louis-Henri Sobieski et petite-fille de Jean III Sobieski. Marie-Charlotte Sobieska est aussi, par sa mère, la nièce de l'impératrice d'Autriche Éléonore de Neubourg, de la reine du Portugal Marie-Sophie de Neubourg, de la reine d'Espagne Marie-Anne de Neubourg. La cérémonie est célébrée par procuration le 25 août 1723 à Neisse par l'oncle de la mariée, François-Louis de Palatinat-Neubourg, puis en présence du marié à Strasbourg le 20 septembre. Le prince meurt pendant le voyage de retour. Il est enterré à Munster. Son épouse se remarie deux mois plus tard avec son jeune frère Charles Godefroy. Selon Mathieu Marais, son père devait épouser la sœur aînée de Marie-Charlotte, Marie Casimire, qui meurt en 1723.